# Anacronicta fuscipennis
Anacronicta fuscipennis är en fjärilsart som beskrevs av W. Warren 1912. Anacronicta fuscipennis ingår i släktet Anacronicta och familjen Pantheidae. Inga underarter finns listade i Catalogue of Life.